# Via Pontica
Die Via Pontica war eine antike römische Straßenverbindung am westlichen Ufer des Schwarzen Meeres (altgriechisch Pontos Euxeinos, woher sich der Name ableitet). Am Ostrand der Balkanhalbinsel gelegen, verband sie den Bosporus im Süden mit der Donau im Norden – beziehungsweise Byzantion mit den am Donaudelta gelegenen Städten Troesmis und Histria.

## Stationen
- Byzantion (das spätere Konstantinopel, heute Istanbul)
- Agatopolis (heute Achtopol)
- Apollonia Pontica (heute Sosopol)
- Deultum
- Aquae Calidae (heute Mineralbäder von Burgas) und Pirgos (heute Burgas)
- Anchialos (heute Pomorie)
- Mesambria (heute Nessebar)
- Odessos (heute Warna)
- Byzone (heute Kawarna)
- Kallatis (heute Mangalia)
- Tomoi
- Troesmis (Iglita) und Histria

## Vogelzug
Heute trägt auch ein Nord-Süd-Migrationsweg der Zugvögel, der entlang der antiken Straße führt, den Namen Via Pontica.